# Саутвест Гринсберг (Пенсилванија)
Саутвест Гринсберг (енгл. Southwest Greensburg) град је у америчкој савезној држави Пенсилванија.

## Демографија
По попису из 2010. године број становника је 2.155, што је 243 (-10,1%) становника мање него 2000. године.
| Група             | 2000.         | 2010.         |
| Белци             | 2.311 (96,4%) | 2.019 (93,7%) |
| Афроамериканци    | 42 (1,8%)     | 59 (2,7%)     |
| Азијати           | 4 (0,2%)      | 6 (0,3%)      |
| Хиспаноамериканци | 11 (0,5%)     | 14 (0,6%)     |
| Укупно            | 2.398         | 2.155         |